# 2837 Griboedov
2837 Griboedov је астероид главног астероидног појаса са средњом удаљеношћу од Сунца која износи 2,901 астрономских јединица (АЈ).
Апсолутна магнитуда астероида је 11,9.